# Neokaisáreia (ort i Grekland, Mellersta Makedonien)
Neokaisáreia är en ort i Grekland.   Den ligger i prefekturen Nomós Pierías och regionen Mellersta Makedonien, i den norra delen av landet, 280 km norr om huvudstaden Aten. Neokaisáreia ligger 89 meter över havet och antalet invånare är 465.
Terrängen runt Neokaisáreia är kuperad västerut, men österut är den platt.Runt Neokaisáreia är det ganska tätbefolkat, med 58 invånare per kvadratkilometer. Närmaste större samhälle är Kateríni, 7,0 km öster om Neokaisáreia. Trakten runt Neokaisáreia består till största delen av jordbruksmark.